# Сайга
Сайга́та (Saiga tatarica), известна още като сайга́к, степна антилопа или степна сайга, е вид средно голям чифтокопитен бозайник от семейство Кухороги. Наричана е още . Застрашена е от изчезване. Живее в откритите сухи степи и полупустини в Централна Азия.

## Общи сведения
Дължината на тялото е 108 – 146 cm, като при мъжките тя е 123 – 146 cm, а при женските – 108 – 125 cm. Височина при холката при мъжките е 69 – 79 cm, а при женските е 57 – 73 cm. Опашката е дълга 6 – 13 cm. Мъжките тежат 32 – 51 кг, а женските – 21 – 41 кг.
Козината е съставена от вълнист подслой и от груби четинести косми, които служат на сайгата за предпазване. Жълтеникаво-кафявата лятна козина е сравнително рядка, сравнена с на практика бялата зимна козина, която понякога е 2 пъти по-дълга и до 70% по-дебела. Коремът е винаги светъл на цвят. Има малка грива под врата. Муцуната е издута. Най-лесно забележимата черта е издутият и извит нос, по който си прилича с тапира и дик-дика. Той е много подвижен и притежава уникална вътрешна структура, като е изграден от спираловидни кости, много власинки и отделящи мускус жлези. Големият нос помага на сайгака през цялата година като филтрира праха, който се носи във въздуха, през летните миграции, и като затопля въздуха, преди той да достигне до дробовете, през ледените зими. Ако бъде погледната муцуната на сайгата внимателно, очите са разположени върху малки костни издатини. Тялото е подкрепено от тънки и дълги крака. Мъжките имат полупрозиращи рога с цвят на восък, които достигат 20 – 25 cm. Рогата са почти вертикални, като долните две трети от тях са пръстеновидни, а в горния си край завършват листовидно.

## Разпространение
Някога сайгата е обитавала земите от Полша до Западна Монголия. Днес се среща в района от Централна Азия до Монголия. В Казахстан има три популации – в Урал, Устюрт и Бетпакдала. През 1929 г. на остров Барсакелмес в Аралско море са заселени изкуствено няколко сайги. Днес популацията в този резерват надхвърля 200 екземпляра. Някои стада от една от популациите в Казахстан мигрират в Туркменистан и Узбекистан през зимата. Всяка от тези популации е ясно разграничена от другите две и не се наблюдава смесване между тях. До началото на 60-те години на 20 век съществува популация и в Китай. В Северозападна Монголия съществува отделен подвид (Saiga tatarica mongolica), представен от две популации. Има и една европейска популация в предкаспийския регион.
Сайгата е номадно стадно животно и живее главно в откритите сухи степи и полупустини в Централна Азия. Бекенов и колектив (1998) описват обичайната среда на живот на сайгака като равнинна открита земя, покрита с ниска растителност, която позволява на животните да препускат бързо. Земите с неравен терен или гъста покривка са нежелани, но животните може да се окажат в тях при необходимост.
Сайгата мигрира през зимата. Когато климатът е благоприятен, популацията може да нарасне до 60 % за една година. Малцина животни в една популация са на възраст повече от 3,5 години, т.е. популацията се подновява на четири години.

## Численост и изчезване
През последните години числеността на сайгата рязко намалява, тъй като видът е избиван заради месото си и заради рогата, които се използват в медицината. През 1993 общият брой на сайгата надхвърлял 1 милион, като по-голямата част (810 000 – 825 000) са в Казахстан. Броят на казахстанските сайги намалява с 30% (570 000 останали живи индивида) до пролетта на 1998. През 2000 броят на сайгите пада до по-малко от 200 000, което означава намаляване с 80%. Проучвания, направени през 2001 – 2002 г., показват, че са останали по-малко от 50 000 екземпляра, като в средата на 70-те години на 20 век има около 1 250 000 сайги.
Записан е като критично застрашен вид в Червената книга от 2002 г. на IUCN. През 1999 е регистриран като вид с малък риск от изчезване („Hilton-Taylor“ 2000).
През май 2015 г. голям брой сайги започват да измират от загадъчна болест, за която се предполага, че е пастьорелоза. Смъртността сред стадата е изключително висока, като по оценки вече са загинали около 40 % от популацията. Към края на май са намерени над 120 000 трупа, докато по оценки общата популация е около 250 000.

## Начин на живот и хранене
Живее на стада. Храни се с различни треви, храсти, лишеи и с растения, съдържащи сол. Мъжките бранят харемите с женски (ситуацията е противоположна през последните зими в Калмикия).
Големината на семейството на сайгата варира от 200 000 животни през летните миграции до 30 – 40 животни в стадото през лятото. През есенната миграция отново се формират огромни стада, а през зимата мъжките изграждат харем от 5 – 15 женски.
Сайгакът е активен основно през деня, въпреки че понякога по пладне си почива. Номаден вид, сайгата няма фиксирана домашна територия и може да извърви десетки км на ден. Сайгата е изключително добър бегач и може да развие скорост от 80 км/ч. Популациите предприемат сезонни миграции, придвижвайки се през пролетта на север към летните пасища, а през есента се връщат на юг. Покриват 80 – 120 км на ден, като се движат с ниско приведена глава, а носът им филтрира вдигнатия прах. Разгонват се през зимата, като зрелите мъжки заемат своя собствена територия и се опитват да изградят харем от женски. Получават се остри сблъсъци между съперничещи си мъжки, резултатът от които често е смърт. През суровите зими има голяма вероятност полово зрелите мъжки да загинат, като до 97% може да умрат. В края на април оцелелите мъжките започват сезонни пролетни миграции като формират стада от 10 – 2000 индивида и се заселват на север. През това време женските скитат в големи стада, за да намерят подходяща за раждане земя, където те изоставят малките след около 1 седмица. Само 8 – 10 дена след бума при ражданията, женските и бебетата се отправят по следите на мъжките на стада от над 100 000 животни. След като миграцията завърши, потокът от животни прекъсва и те се разпръсват на по-малки стада. През есента се формират големи групи, като огромни маси от сайги се връщат на юг.
Плахо животно, сайгакът може лесно да бъде подплашен, което веднага би довело до схватка – дори в големите мигриращи стада. Слухът на сайгата не е добре развит, за разлика от зрението, което е много остро и те могат да видят опасности на разстояние 1 км. При добри условия сайгата може два пъти дневно да утолява жаждата си в гьол.

### Неприятели
Сред хищниците, които са основни врагове на сайгата, са вълкът, лисицата и грабливите птици.

## Размножаване
Бременността трае 140 дни. Женската ражда едно малко през първата година, а през следващите – по две. Тя отбива малкото след 3 – 4 месеца. Женските достигат полова зрялост на 8 месеца, а мъжките – на 20. Живеят средно 6 – 10 години, максимум 10 – 12 години.
Женската ражда в края на март и началото на април. След раждането малките лежат скрити и неподвижни през първите три дни, като се движат, блеят и ядат зелена растителност от своя четвърти ден.

## Допълнителни сведения

### Подвидове
- Saiga tatarica mongolica – монголска сайга
- Saiga tatarica tatarica – степна сайга